# Tetragonia

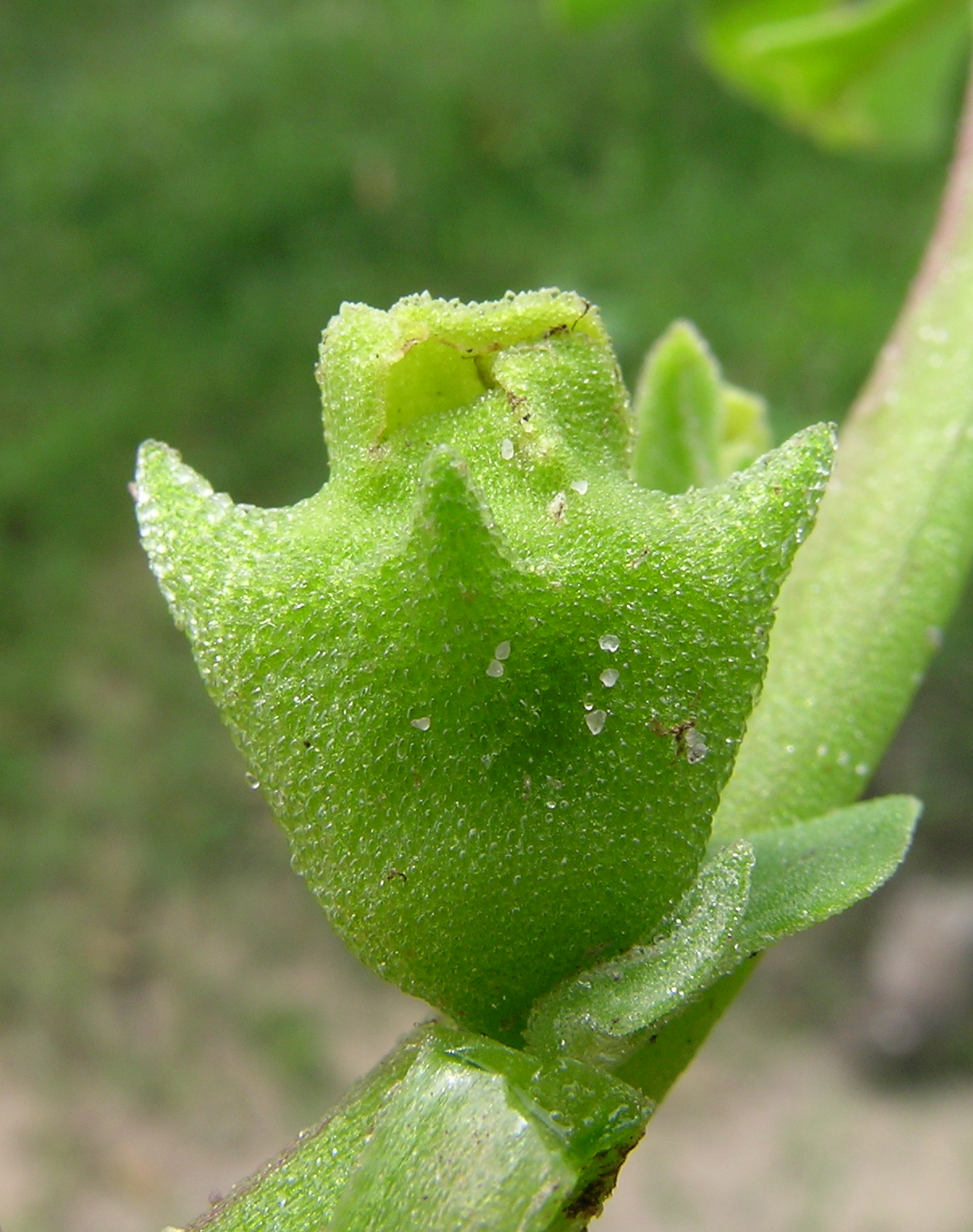
Owoc tetragonii czterorożnej

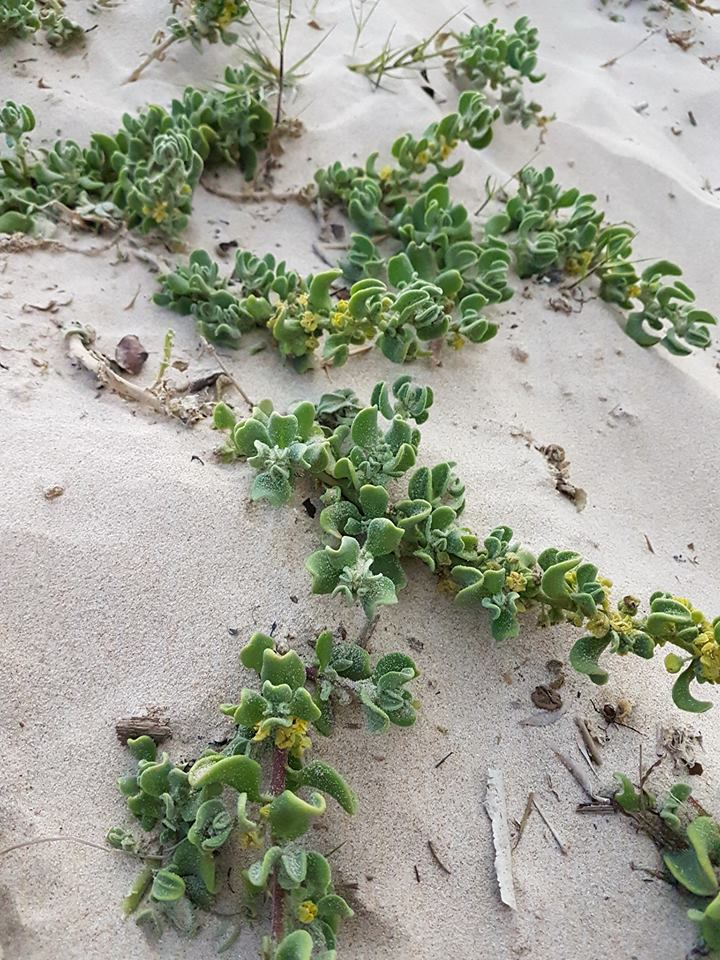
Tetragonia decumbens

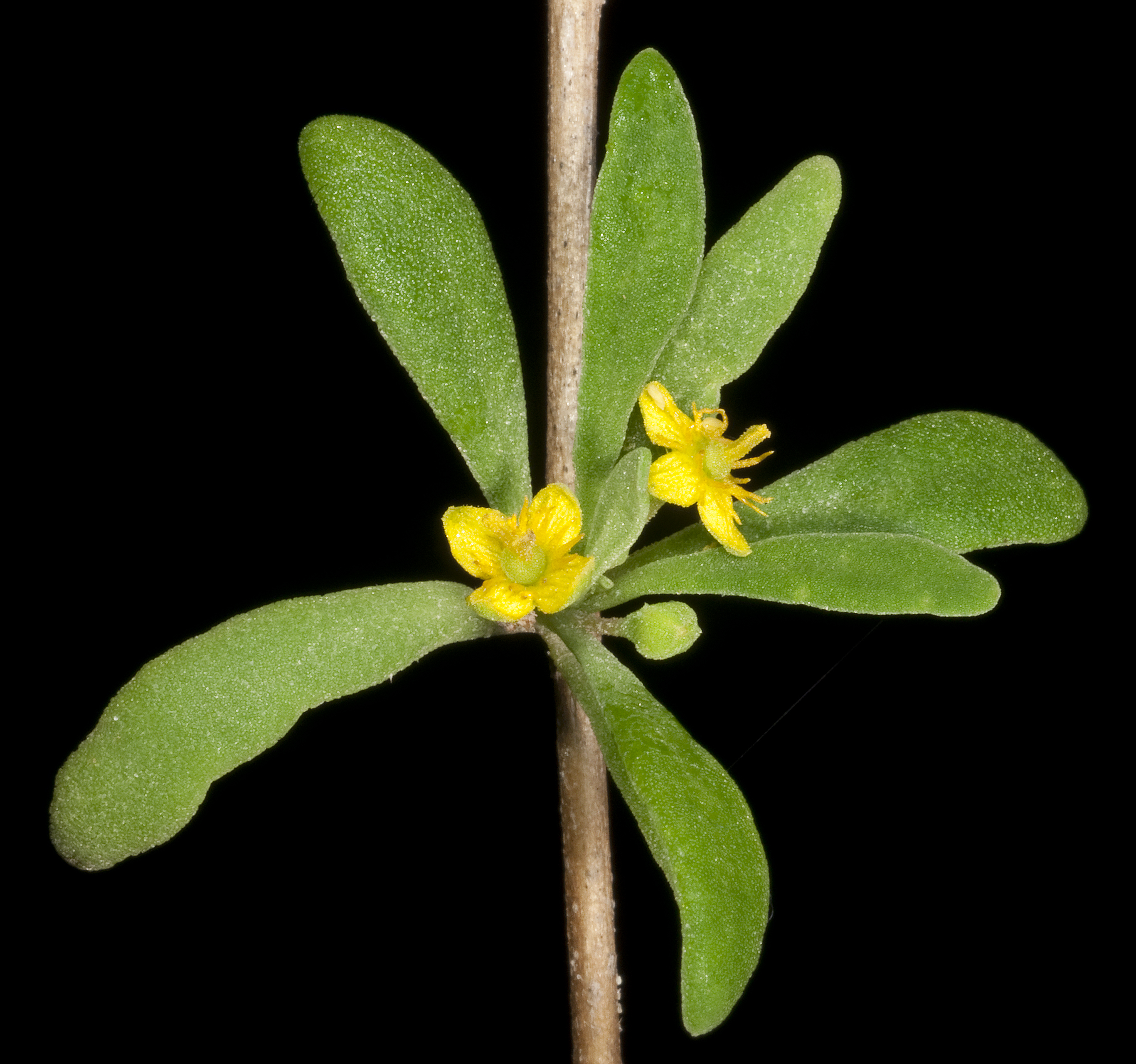
Tetragonia implexicoma

Tetragonia, trętwian (Tetragonia L.) – rodzaj roślin z rodziny pryszczyrnicowatych (Aizoaceae). Obejmuje 51–57 gatunków. Najwięcej z nich występuje w południowej Afryce (ok. 40), gdzie rosną głównie na suchych siedliskach. Poza tym zasięg rodzaju obejmuje inne kontynenty i wyspy półkuli południowej oraz wschodnią Azję  w strefie tropikalnej i umiarkowanej ciepłej. Liczne gatunki związane są z terenami piaszczystymi na brzegach mórz, ale są też i takie, które rosną na terenach skalistych. Niektóre gatunki, np. T. decumbens w południowej Afryce, odgrywają znaczącą rolę w tworzeniu wydm i stabilizacji wybrzeża wydmowego.
Duże znaczenie użytkowe ma tetragonia czterorożna T. tetragonioides (zwana popularnie szpinakiem nowozelandzkim) używana jako warzywo liściowe o podobnych walorach odżywczych i smakowych jak szpinak warzywny. Rozpowszechniona jest w uprawie w krajach o klimacie ciepłym i tropikalnym, gdzie szpinak nie rośnie. W podobny sposób lokalnie spożywane bywają inne gatunki, np. T. decumbens. Roślina ta wykorzystywana jest także jako lecznicza.
Nazwa naukowa rodzaju pochodzi od słów greckich – tetra znaczącego „cztery” i gonía znaczącego „kąt”. Ustalona została z powodu kształtu owoców.

## Morfologia
PokrójRośliny zielne, rzadziej drewniejące u nasady półkrzewy, zarówno jednoroczne jak i byliny. Pędy zwykle pokładające się, gruboszowate, nagie, szczeciniaste lub brodawkowate. Rośliny mają białawe, połyskujące komórki wydzielnicze.
LiścieSkrętoległe (u nasady pędu często naprzeciwległe), ogonkowe, bez przylistków. Blaszka mięsista, jajowata do równowąskiej, całobrzega, z płytkimi zatokami lub klapami, nierzadko z podwiniętymi brzegami, na szczycie zwykle tępa.
KwiatyPojedyncze lub zebrane po 2–3 w pęczkach w kątach liści, siedzące lub szypułkowe, zawsze jednak przez przysadek. Zwykle niepozorne – do 5 mm średnicy, rzadziej do 10 mm, obupłciowe lub jednopłciowe. Działki kielicha zwykle w liczbie czterech lub pięciu, dzwonkowate, przytulone do zalążni, kanciaste na grzbiecie, czasem oskrzydlone lub wyciągnięte w cierń, z łatkami od zewnątrz zielonymi, od wewnątrz czasem żółtymi. Płatków korony brak. Pręcików jest od jednego do 20. Zalążnia dolna lub wpół dolna ma od trzech do 10 komór, w każdej komorze znajduje się pojedynczy zalążek. Szyjek słupka od trzech do 10.
OwoceOrzechy zamknięte w trwałym okwiecie (stąd podobne do pestkowców). Często kanciaste lub oskrzydlone, nierzadko z cierniami.

## Systematyka
Rodzaj z rodziny pryszczyrnicowatych (Aizoaceae), w obrębie której zaliczany jest wraz z czterema innymi do podrodziny Aizooideae Arnott. W niektórych dawniejszych systemach podrodzina ta była podnoszona do rangi rodziny trętwianowatych Tetragoniaceae.
Wykaz gatunków
- Tetragonia acanthocarpa Adamson
- Tetragonia angustifolia Barnéoud
- Tetragonia arbuscula Fenzl
- Tetragonia caesia Adamson
- Tetragonia calycina Fenzl
- Tetragonia chenopodioides Eckl. & Zeyh.
- Tetragonia copiapina Phil.
- Tetragonia coronata Rye & Trudgen
- Tetragonia cristata C.A.Gardner ex A.M.Prescott
- Tetragonia crystallina L'Hér.
- Tetragonia decumbens Mill.
- Tetragonia diptera F.Muell.
- Tetragonia distorta Fenzl
- Tetragonia echinata Aiton
- Tetragonia erecta Adamson
- Tetragonia eremaea Ostenf.
- Tetragonia espinosae Muñoz
- Tetragonia fruticosa L.
- Tetragonia galenioides Fenzl
- Tetragonia glauca Fenzl
- Tetragonia halimoides Fenzl
- Tetragonia haworthii Fenzl
- Tetragonia herbacea L.
- Tetragonia hirsuta L.f.
- Tetragonia implexicoma (Miq.) Hook.f.
- Tetragonia lasiantha Adamson
- Tetragonia macrocarpa Phil.
- Tetragonia macroptera Pax
- Tetragonia maritima Barnéoud
- Tetragonia microcarpa Phil.
- Tetragonia microptera Fenzl
- Tetragonia moorei M.Gray
- Tetragonia namaquensis Schltr.
- Tetragonia nigrescens Eckl. & Zeyh.
- Tetragonia ovata Phil.
- Tetragonia pedunculata Phil.
- Tetragonia pillansii Adamson
- Tetragonia portulacoides Fenzl
- Tetragonia rangeana Engl.
- Tetragonia reduplicata Welw. ex Oliv.
- Tetragonia robusta Fenzl
- Tetragonia rosea Schltr.
- Tetragonia saligna Fenzl
- Tetragonia sarcophylla Fenzl
- Tetragonia schenckii Schinz
- Tetragonia sphaerocarpa Adamson
- Tetragonia spicata L.f.
- Tetragonia tetragonoides (Pall.) Kuntze – tetragonia czterorożna
- Tetragonia verrucosa Fenzl
- Tetragonia vestita I.M.Johnst.
- Tetragonia virgata Schltr.